# Маразліївська сільська рада
Маразлі́ївська сільська́ ра́да — орган місцевого самоврядування Маразліївської сільської громади в Білгород-Дністровському районі Одеської області.

## Склад ради
Рада складається з 20 депутатів та голови.
- Голова ради: Віктор Топор

### Керівний склад попередніх скликань
| Прізвище, ім'я, по батькові   | Основні відомості                                    | Дата обрання | Дата звільнення |
| ----------------------------- | ---------------------------------------------------- | ------------ | --------------- |
| Чумак Олександр Олександрович | Сільський голова, 1972 року народження, безпартійний | 26.03.2006   | 31.10.2010      |

Примітка: таблиця складена за даними сайту Верховної Ради України

### Депутати
За результатами місцевих виборів 2010 року депутатами ради стали:

#### За суб'єктами висування
| Суб'єкт висування           | Кількість обраних депутатів | %  |
| --------------------------- | --------------------------- | -- |
| Самовисування               | 14                          | 70 |
| Партія регіонів             | 4                           | 20 |
| Комуністична партія України | 1                           | 5  |
| Народна партія              | 1                           | 5  |

#### За округами
| № округу                    | Прізвище, ім'я, по батькові    | Дата визнання обраним | Освіта             | Партійна приналежність             | Відомості про обраного депутата                                                                |
| --------------------------- | ------------------------------ | --------------------- | ------------------ | ---------------------------------- | ---------------------------------------------------------------------------------------------- |
| Комуністична партія України |                                |                       |                    |                                    |                                                                                                |
| 11                          | Москаленко Інна Володимирівна  | 01.11.2010            | вища               | член Комуністичної партії України  | Маразліївська загальноосвітня школа I-III ст., заступник директора з навчально-виховної роботи |
| Народна Партія              |                                |                       |                    |                                    |                                                                                                |
| 9                           | Філоненко Надія Іванівна       | 01.11.2010            | вища               | член Народної партії               | домогосподарка                                                                                 |
| Партія регіонів             |                                |                       |                    |                                    |                                                                                                |
| 2                           | Оберемчук Ганна Миколаївна     | 01.11.2010            | середня спеціальна | член Партії регіонів               | пенсіонер                                                                                      |
| 13                          | Притула Наталія Володимирівна  | 01.11.2010            | вища               | член Партії регіонів               | дошкільний навчальний заклад "Зернятко"с. Маразліївка, вихователь                              |
| 17                          | Балан Андрій Володимирович     | 01.11.2010            | вища               | позапартійний                      | приватний підприємець «Балан»                                                                  |
| 20                          | Брадарська Людмила Данилівна   | 01.11.2010            | середня спеціальна | член Партії регіонів               | дошкільний навчальний заклад «Золоте зернятко», медична сестра                                 |
| Самовисування               |                                |                       |                    |                                    |                                                                                                |
| 1                           | Іващенко Антоніна Гнатівна     | 01.11.2010            | середня спеціальна | позапартійна                       | пенсіонер                                                                                      |
| 3                           | Крецу Любов Володимирівна      | 01.11.2010            | вища               | позапартійна                       | Олексіївська загальноосвітня школа I-III ст., вчитель                                          |
| 4                           | Плюйко Василь Васильович       | 01.11.2010            | вища               | позапартійний                      | пенсіонер                                                                                      |
| 5                           | Олійніченко Наталія Миколаївна | 01.11.2010            | середня спеціальна | позапартійна                       | фермерське господарство «Тетяна», бухгалтер                                                    |
| 6                           | Тіванчук Світлана Іванівна     | 01.11.2010            | середня спеціальна | позапартійна                       | домогосподарка                                                                                 |
| 7                           | Журенко Ірина Юхимівна         | 01.11.2010            | вища               | позапартійна                       | Олексіївська загальноосвітня школа I-III ст., директор                                         |
| 8                           | Тупа Тетяна Василівна          | 01.11.2010            | середня спеціальна | позапартійна                       | приватний підприємець                                                                          |
| 10                          | Тупа Олександр Миколайович     | 01.11.2010            | вища               | позапартійний                      | Білгород-Дністровський комбінат хлібопродуктів, начальник дільниці                             |
| 12                          | Кононюк Світлана Анатоліївна   | 01.11.2010            | середня спеціальна | позапартійна                       | Маразліївська сільська рада, бухгалтер                                                         |
| 14                          | Топор Віктор Олександрович     | 01.11.2010            | вища               | член «Партії селян»                | фермерське господарство «Марс», керівник                                                       |
| 15                          | Іщенко Віктор Георгійович      | 01.11.2010            | вища               | позапартійний                      | тимчасово не працює                                                                            |
| 16                          | Топор Тетяна Петрівна          | 01.11.2010            | вища               | позапартійна                       | Маразліївська сільська рада, секретар                                                          |
| 18                          | Тимошенко Галина Миколаївна    | 01.11.2010            | середня спеціальна | член Соціалістичної партії України | ТОВ «Маразліївськийкомбікормовий завод», завідувачка лабораторії                               |
| 19                          | Топор Антоніна Іванівна        | 01.11.2010            | вища               | член Партії регіонів               | Маразліївська сільська рада, діловод                                                           |